# Лысково (Калужская область)
Лысково́ — деревня в Износковском районе Калужской области Российской Федерации. Входит в сельское поселение «Деревня Михали». По словам главы администрации сельского поселения «Деревня Михали» по состоянию на 2015 год «не существует»

## Физико-географическое положение
Находится на северо-западной окраине Калужской области, на границе со Смоленской областью. Стоит на берегах реки Рудня. В геоморфологическом плане относится к Смоленско-Московской возвышенности. Ближайший город — Медынь (45 км), ближайшие населённые пункты — деревня Михали (4,4 км). От Износок (43 км) каждый четверг ходит автобус до деревни Михали.

## Этимология
Название деревни происходит от некалендарных русских имён-прозвищ Лыко и Лыско

## История
1782 год, Лысково, тогда Лыково — сельцо Медынского уезда, Ивана Михайловича Игнатьева, Алексея Петровича Буркова, Дарьи Михайловной Бородиной, Анны Петровны Бурковой, на реке Руть (Рудня).
1874 год. Дочь гвардии полковника Луки Ильича Жемчужникова(03.02.1783 — 22.12.1856), Екатерина Лукинична Хвостова (урождённая Жемчужникова (27.05.1823 — 24.02.1865) унаследовала от отца Лысково и Станки Медынского уезда.
1918 год, жители Лысково активно выступают против Советской власти в ходе Медынского восстания.
| Параметры       | 1782      | 1863          | 1891         | 1914                      | 2002         | 2010         |
| --------------- | --------- | ------------- | ------------ | ------------------------- | ------------ | ------------ |
| Название        | Лыково    | Лысково       | Лысково      | Лысково                   | Лысково      | Лысково      |
| Население       | 119       | 255↗          | 159↘         | 208↗                      | 0↘           | 0            |
| Дворов          | 21        | 27↗           |              |                           |              |              |
| Статус          | сельцо    | сельцо        | село         | сельцо                    |              |              |
| Уезд(Область)   | Медынский | Медынский     | Медынский    | Медынский                 | Калужская    | Калужская    |
| Стан(Район)     |           | 2             | 2            | 2                         | Износковский | Износковский |
| Волость(сс, сп) |           |               | Межетчинская | Межетчинская              | Лысковский   | Михали       |
| Владелец        |           | Владельческая | н/д          | н/д                       |              |              |
| При нём         |           |               |              | школа церковно-приходская |              |              |

## Население
| 2002 | 2010 |
| ---- | ---- |
| 0    | →0   |